# SN 1984M
SN 1984M – supernowa odkryta 29 sierpnia 1984 roku w galaktyce IC 121. W momencie odkrycia miała maksymalną jasność 14,00m.